# Stelis gracilifolia
Stelis gracilifolia är en orkidéart som beskrevs av Charles Schweinfurth. Stelis gracilifolia ingår i släktet Stelis och familjen orkidéer. Inga underarter finns listade i Catalogue of Life.